# Gyöngybagoly

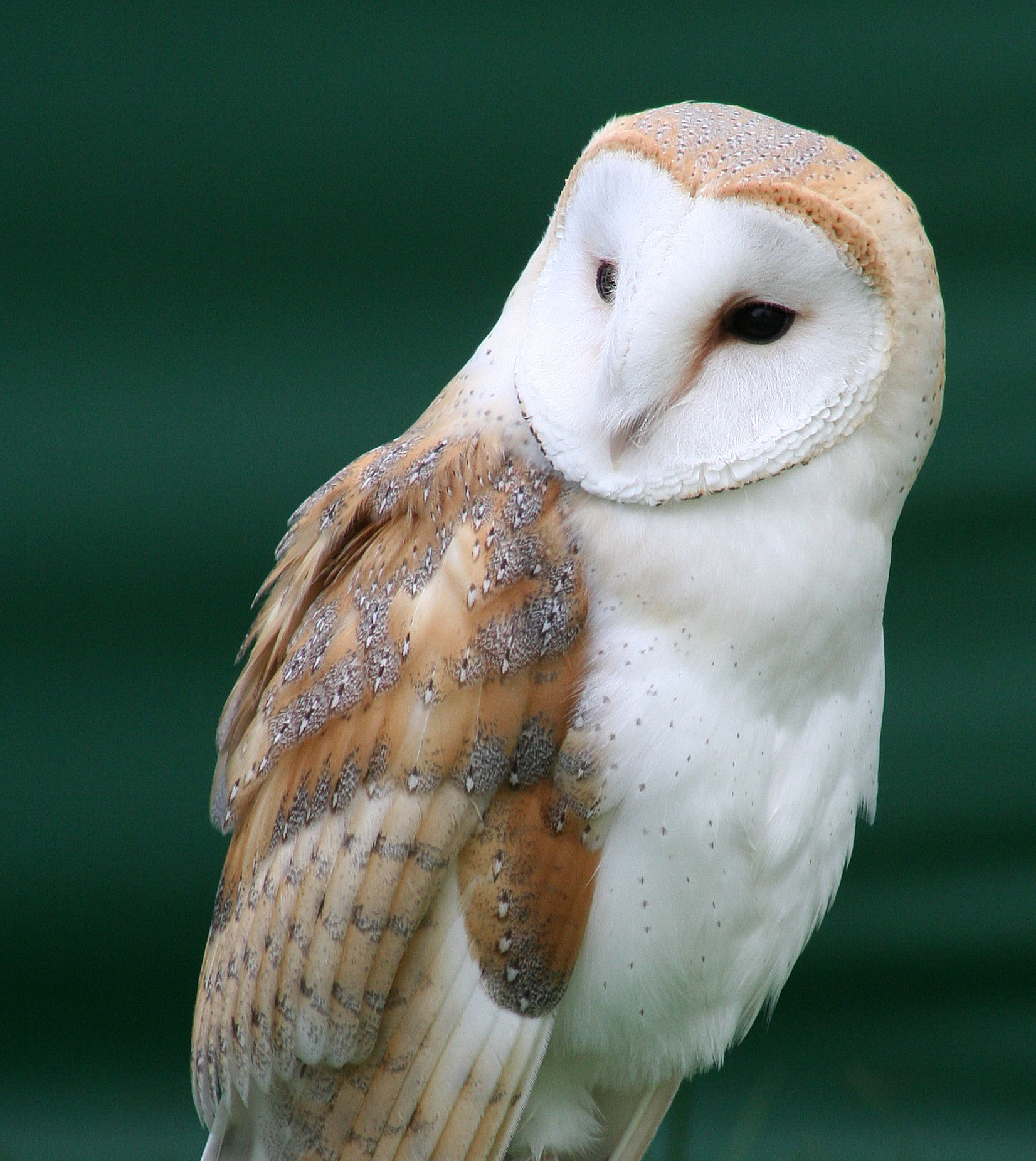

A gyöngybagoly (Tyto alba) a madarak osztályának bagolyalakúak (Strigiformes)  rendjébe és a gyöngybagolyfélék (Tytonidae) családjába tartozó faj. A Magyar Madártani és Természetvédelmi Egyesület 1985-ben „Az év madarává” választotta.

## Előfordulása
Az Antarktiszon kívül minden földrészen megtalálható. A nyílt terepeken, illetve erdőszéli területeken szeret vadászni.
Óriási elterjedési területén kívül többfelé is betelepítette az ember, mivel kiváló rágcsálóirtó. Ilyen betelepített populációi élnek a Seychelle-szigeteken, Szent Ilona szigetén és a Hawaii-szigeteken. Sikertelenül próbálták meghonosítani Új-Zélandon és a Lord Howe-szigeten.
Igazi kozmopolita faj, amely öt világrész trópusi, szubtrópusi, és enyhébb telű mérsékelt égövi zónáiban fordul elő. Az északi félgömbön a 6-8 °C-os éves izoterma jelöli ki elterjedésének északi határát. 
Ázsiában csupán Indiában és az Indokínai-félszigeten él. Európában nem fészkel a Balkán-félsziget déli és keleti felén és a Harkov–Minszk vonaltól északkeletre. A Skandináv-félszigeten csak Svédország legdélibb csücskén költ (Voous 1962). A Kárpát-medencében a sötét mellű alfaj, a Tyto alba guttata jellemző, de hazánk déli, délnyugati területein szórványosan a fehér mellű, atlanti elterjedésű alfaj, a Tyto alba alba is fészkel és a sötét mellű közép-európai formával kevert populációt alkot (Kalotás Zsolt és Pintér András 1984, 1986)

## Alfajai
Szinte világméretű elterjedésének következtében a gyöngybagolynak nagyon sok alfaját írták le. Ezek száma szerzőtől függően különböző, Wolfgang Schneider és Siegfried Eck (1995) 34 alfajt ismer el, Theodor Mebs és Wolfgang Scherzinger csak 30-at.
Claus König német ornitológus és Friedlhelm Weick német állatillusztrátor és ornitológus 2008-as bagoly-monográfiájukban (Owls of the World) több alfajt emeltek faji szintre, így a gyöngybagolynak az ő értelmezésük szerint csak 10 alfaja maradt.
Szerintük a gyöngybagoly sok szigeti alfaja azért tekinthető külön fajnak mert elterjedési területük többnyire kicsi (egy-egy sziget vagy szigetcsoport) és morfológiailag illetve földrajzilag is észrevehetően különböznek a többi alfajtól.
A gyöngybagoly következő alfajait sorolja valamennyi szerző egyértelműen az alfajok közé:
- nyugat-európai gyöngybagoly Tyto alba alba  –  Nyugat- és Dél-Európa, Marokkó, Algéria, Tunézia, Kanári-szigetek nyugati szigetei
- kelet-európai gyöngybagoly Tyto alba guttata – Közép- ,Kelet- és Északnyugat-Európa
- korzikai gyöngybagoly Tyto alba ernesti  – Korzika és Szardínia
- észak-afrikai gyöngybagoly Tyto alba erlangeri – Észak-Afrika, az Arab-félsziget, Kréta, Ciprus, Irán és Irak
- madeirai gyöngybagoly Tyto alba schmitzi – Madeira
- kanári-szigeteki gyöngybagoly Tyto alba gracilirostris – Fuerteventura, Lanzarote és Allegranza a Kanári-szigetek közül
- afrikai gyöngybagoly Tyto alba affinis – Afrika
- madagaszkári gyöngybagoly Tyto alba hypermetra – Madagaszkár, a Comore-szigetek és az Aldabra atoll
- indiai gyöngybagoly Tyto alba stertens  – India, Srí Lanka, Mianmar északi része,  Dél-Kína, Vietnám, Dél-Thaiföld
- jávai gyöngybagoly Tyto alba javanica – Malajzia, Szumátra, Borneó, Jáva
- Kisar-szigeti gyöngybagoly Tyto alba kuehni – Kisar-sziget, (Kis-Szunda-szigetek, Indonézia)
- Sawu-szigeti gyöngybagoly Tyto alba everetti – Sawu sziget (Timor mellett, Indonézia)

König és Weick monográfiája szerint önálló fajok, illetve ezek alfajai:
- zöld-foki-szigeteki gyöngybagoly Tyto alba detorta – Zöld-foki-szigetek. Különálló faj.[1]
- São Tomé-i gyöngybagoly Tyto alba thomensis – São Thomé, különálló faj.[2]
- Andamán-szigeteki gyöngybagoly Tyto alba deroepstorffi – Andamán-szigetek, különálló faj.[3]
- Szumba-szigeti gyöngybagoly Tyto alba sumbaensis – Szumba (Kis-Szunda-szigetek, Indonézia). Az újabb besorolások szerint a különálló fajjá nyilvánított ausztrál gyöngybagoly alfaja.[4]
- pápua gyöngybagoly Tyto alba meeki – Új-Guinea keleti része. Az újabb besorolások szerint a különálló fajjá nyilvánított ausztrál gyöngybagoly alfaja.[4]
- Boang-szigeti gyöngybagoly Tyto alba crassirostris  – Boang sziget, Bismarck-szigetek, különálló faj.[4]
- ausztrál gyöngybagoly Tyto alba delicatula – Ausztrália, különálló faj.[5]
- déltengeri gyöngybagoly Tyto alba lulu – Új-Kaledónia, a Fidzsi-szigetek, Szamoa és Tonga. Az újabb besorolások szerint a különálló fajjá nyilvánított ausztrál gyöngybagoly alfaja.
- Salamon-szigeteki gyöngybagoly Tyto alba interposita – Salamon-szigetek és Vanuatu, Az újabb besorolások szerint a különálló fajjá nyilvánított ausztrál gyöngybagoly alfaja.[4]

Az amerikai gyöngybaglyok a következőképp kerültek rendszerezésre: 
- amerikai gyöngybagoly Tyto alba furcata – Kuba és a karib-szigetek több tagja, különálló faj.[6]
- észak-amerikai gyöngybagoly Tyto alba pratincola – Kanada déli részétől Mexikóig. Az újabb besorolások szerint a különálló fajjá nyilvánított amerikai gyöngybagoly alfaja.[6]
- Bahia-szigeteki gyöngybagoly Tyto alba bondi – Bahia-szigetek.[7] Az újabb besorolások szerint a különálló fajjá nyilvánított amerikai gyöngybagoly alfaja.
- guatemalai gyöngybagoly Tyto alba guatemalae – Guatemala, Honduras, Nicaragua, Salvador, Costa Rica és Panama. Az újabb besorolások szerint a különálló fajjá nyilvánított amerikai gyöngybagoly alfaja.
- Bahama-szigeteki gyöngybagoly Tyto alba lucayana – Bahama-szigetek. Az újabb besorolások szerint a különálló fajjá nyilvánított amerikai gyöngybagoly alfaja.
- jamaicai gyöngybagolyTyto alba niveicauda – Jamaica és a Kajmán-szigetek. Az újabb besorolások szerint a különálló fajjá nyilvánított amerikai gyöngybagoly alfaja.
- perui gyöngybagoly Tyto alba contempta – Ecuador, Peru, Nyugat-Venezuela, Kolumbia. Az újabb besorolások szerint a különálló fajjá nyilvánított amerikai gyöngybagoly alfaja.[6]
- kolumbiai gyöngybagoly Tyto alba subandeana – Kolumbia nyugati része. Az újabb besorolások szerint a különálló fajjá nyilvánított amerikai gyöngybagoly alfaja.
- déli gyöngybagoly Tyto alba tuidara – Dél-Brazíliától Dél-Argentínáig. Az újabb besorolások szerint a különálló fajjá nyilvánított amerikai gyöngybagoly alfaja.[6]
- venezuelai gyöngybagoly Tyto alba hellmayri – Kelet-Venezuela, Észak-Brazília, Guyana, Suriname, Francia-Guyana, Trinidad és Tobago. Az újabb besorolások szerint a különálló fajjá nyilvánított amerikai gyöngybagoly alfaja.[6]
- chilei gyöngybagoly Tyto  alba hauchecornei – Chile. Az újabb besorolások szerint a különálló fajjá nyilvánított amerikai gyöngybagoly alfaja.
- karibi gyöngybagoly Tyto alba insularis – Saint Vincent, Saint Lucia, Grenada, különálló faj.[8]
- dominikai gyöngybagoly Tyto alba nigrescens – Dominika szigete. Az újabb besorolások szerint a különálló fajjá nyilvánított karibi gyöngybagoly alfaja.[9]
- curaçaoi gyöngybagoly Tyto alba bargei – Curaçao, különálló faj.[6]
- galápagos-szigeteki gyöngybagoly Tyto alba punctatissima – Galápagos-szigetek, különálló faj.[1]

Egyéb, mára kétségbe vont létezésű alfajok:
- Tyto alba poensis
- Tyto alba bellonae
- Tyto alba crypta
- Tyto alba microsticta

## Megjelenése
Testhossza 33-39 centiméter, szárnyainak fesztávolsága 80-95 centiméter.  
A szív alakú arcfátyol a gyöngybagolyfélék családjának jellegzetes vonása.
Közepes termetű, karcsú testű, hosszú szárnyú és lábú bagoly. Szív alakú arca világos, szeme sötét. Röpte emlékeztet az erdei fülesbagolyéra, lassú, csapongó és elegáns. Röptében hosszú nyakúnak, rövid farkúnak látszik, lábát szitálás közben gyakran lelógatja. Tollazata jellemzően nagyon világos (a hímeké általában különösen.), ami röptében tűnik fel.
Hangja: A tojó pergő rikoltását többször ismétli, (a hím ritkán hallatja hangját). A riasztást egy éles rekedt visítást gyakran röptükben hallatják. A nászhang hosszú (kb. 2 mp-ig tartó) fújtató, gyakran ismételt rikoltás. A fiókák elnyújtott horkolásszerű hangon kérik az eleséget.
Tollazata hamvasan lágy, finoman „gyöngyözött”, pettyezett. Pihenés közben mozdulatlanul ül, egy sötét sarokba húzódva.
Kisebb, mint a macskabagoly, szárnya azonban hosszabb és keskenyebb. A hím és a tojó hasonló. A fiatal madár, mihelyt a pehelytollazatát elhullajtotta a felnőttekhez hasonló.
Hasoldala a tollas csüddel együtt ezüstfehér. Lábfeje szürkésbarna, csőre rózsaszín. Szemürege sötét rozsdabarna, szeme fekete.
A Dél- és Nyugat-Európában élő alfaj felnőttje felül meleg sárgásbarna alapon finoman pettyezett, alul tiszta ezüstös fehér. Fejteteje, tarkója, háta, farkcsíkja sárgásbarna, lágy szürke márványozással és sorokban álló fekete pettyekkel. A szárnyfedők hasonlóak, röptében homoksárgának tűnik, farktollai pedig sötétbarnán vonalkázottak.
A Közép-Európában élő alfaj hasoldala és szárnyalja homoksárga, egyebekben a fehér mellű alfajhoz hasonlít.

## Életmódja

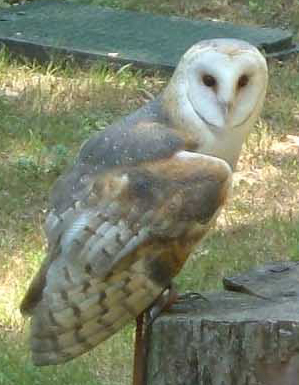

Éjszaka aktív ragadozómadár, szinte hangtalanul repül. A közel hangtalan repülést többek közt a gyöngybaglyok nagy mértékben ívelt szárnyai segítik, mivel ezáltal mindegyik szárnycsapás nagyobb felhajtóerőt hoz létre. A levegő ebben az esetben gyorsabban áramlik a hajlított szárny felső oldalán, ezáltal csökkentve a nyomást. A szárny így könnyebben emelkedik az alacsonyabb nyomás irányába. A gyöngybagoly kevesebb szárnycsapással, lassan és halkan repül. Ugyanakkor a szárnyakon elhelyezkedő tollak végei aerodinamikailag jól kidolgozottak, amely csökkenti a hanghatással járó turbulenciát. A tollak selymes felülete is hozzájárul ahhoz, hogy kevesebb hangot bocsássanak ki, amikor egymáshoz dörzsölődnek mozgás közben. A csendes repülést elősegíti továbbá az, hogy a gyöngybaglyok rendelkeznek az egyik legsűrűbb tollazattal a hasonló testfelépítésű madarak közt, ami elnyeli a repülés közben kiváltott hanghatásokat.
Az ember által megmunkált földek jó vadászterületet jelentenek számára és előszeretettel fogyasztja a kártékony rágcsálókat. Széles zsákmányrepertoárral rendelkezik, fogyaszt rágcsálókat, cickányokat, madarakat, sőt ritkán denevért és kétéltűeket is. Az emészthetetlen csontokat és szőrt köpet formájában felöklendezi. Veszély esetén hanyatt vágja magát, és éles karmait mutatja a támadónak.
Csaknem kizárólag apró gerincesekkel táplálkozik, rovarokat csak ritkán, elenyésző mennyiségben fogyaszt. Magyarországon a mezei pocok aránya a meghatározó, de jelentős szerepük van a cickányoknak, házi egereknek, erdei egereknek és a madarak közül – helyenként és időszakonként – a házi és a mezei verebeknek (Schmidt 1966a, 1967d, 1970b, 1973b). Zsákmányából kimutatták valamennyi hazánkban előforduló egér és cickányfajunkat a havasi cickányt kivéve. Ritkán, de megtalálták köpeteiben a hörcsögöt, a patkányfajokat, egyes pelefajokat, a kis termetű menyétféléket, sőt fiatal sünt és egyes denevérfajokat is. Apróbb madarakat gyakran zsákmányol. Esetenként egyes békafajok – főleg ásóbékák – fogyasztása is előfordult. 
Nem vonul, költési időn kívül a fészkelőhely környékén kóborol, attól nagyobb távolságra csak ritkán távolodik el. A fiatal madarak kóborlási hajlama nagyobb, az idős példányok ragaszkodnak a költőhelyeikhez.

## Szaporodása
Lakott területeken és környékükön fészkel. Szívesen beköltözik templomtornyokba, elhagyott istállók, házak padlására. Fészekalja 5-6 tojásból áll, melyen 27-34 napig kotlik. A fiókák jellegzetes vérszívója a Carnus hemapterus nevű ektoparazita légy.
|  |  |  |  |

Magyarországon fő költési időszaka márciustól októberig terjed, de a téli hónapokban is megfigyelték már költési próbálkozásait. A költéskezdet a zsákmányállatok egyedsűrűségétől és az időjárási viszonyoktól függ. Nagy táplálékbőség esetén korán kezdi a fészkelést. Hazánkban a táplálékviszonyok függvényében két sikeres költése lehetséges. Ha megpróbálkozik a harmadikkal, az mindig sikertelenül végződik a hideg téli hónapok miatt.
A költési időszakot a hím messze hangzó kiáltásai vezetik be. Fészket nem épít. Költőhelyén a hím forgással és fészkelődéssel próbál némi mélyedést kialakítani a tojásoknak, amelyek a puszta aljzatra kerülnek. Idővel a felgyülemlett köpetek filcszerű anyagán nyugszanak a tojások, vagy a fiókák (Mikkola 1983). A tojó átlagosan 2, 5 naponként rak le egy tojást és legtöbbször már az első lerakása után kotlásba kezd. Általában a tojó üli a fészekaljat, a hím közben eteti párját. Megfigyelések szerint az első fészekalj nagysága átlagosan 5-6, ritkán 4-7 tojás. Kivételesen nagyobb fészekaljak is előfordulnak (a legnagyobb 16-os). A második költésben a fészekaljak némileg nagyobbak, átlagosan 5-9 tojásból állnak. A fészekalj nagysága és a másodszor költők aránya szigorú kapcsolatban van a legfontosabb zsákmányállat, a mezei pocok állományváltozásaival. A kelés a tojások lerakásának sorrendjében történik, így a fiókák között fejlettségbeli különbség van, amely a kirepülésig megmarad.
A fiókák kirepülés előtti mortalitása erősen függ az időjárástól. Hideg csapadékos időben a szülők nem képesek elég táplálékot hordani, ezért a kisebb fiókák hamarabb elpusztulnak.

## Kárpát-medencei előfordulása
Magyarországon rendszeres fészkelő.
A faj egész európai költőterületén fogyatkozóban van. Hazánkban a nyolcvanas évek felmérései alapján szintén jelentősen csökkent a költőállomány. Egykor klasszikusnak minősülő fészkelőhelyein, a falusi templomokban és kápolnákban napjainkra már alig alig költ. Magyarországon 1000 pár körül ingadozik a fészkelők száma.

## Védettsége, védelme

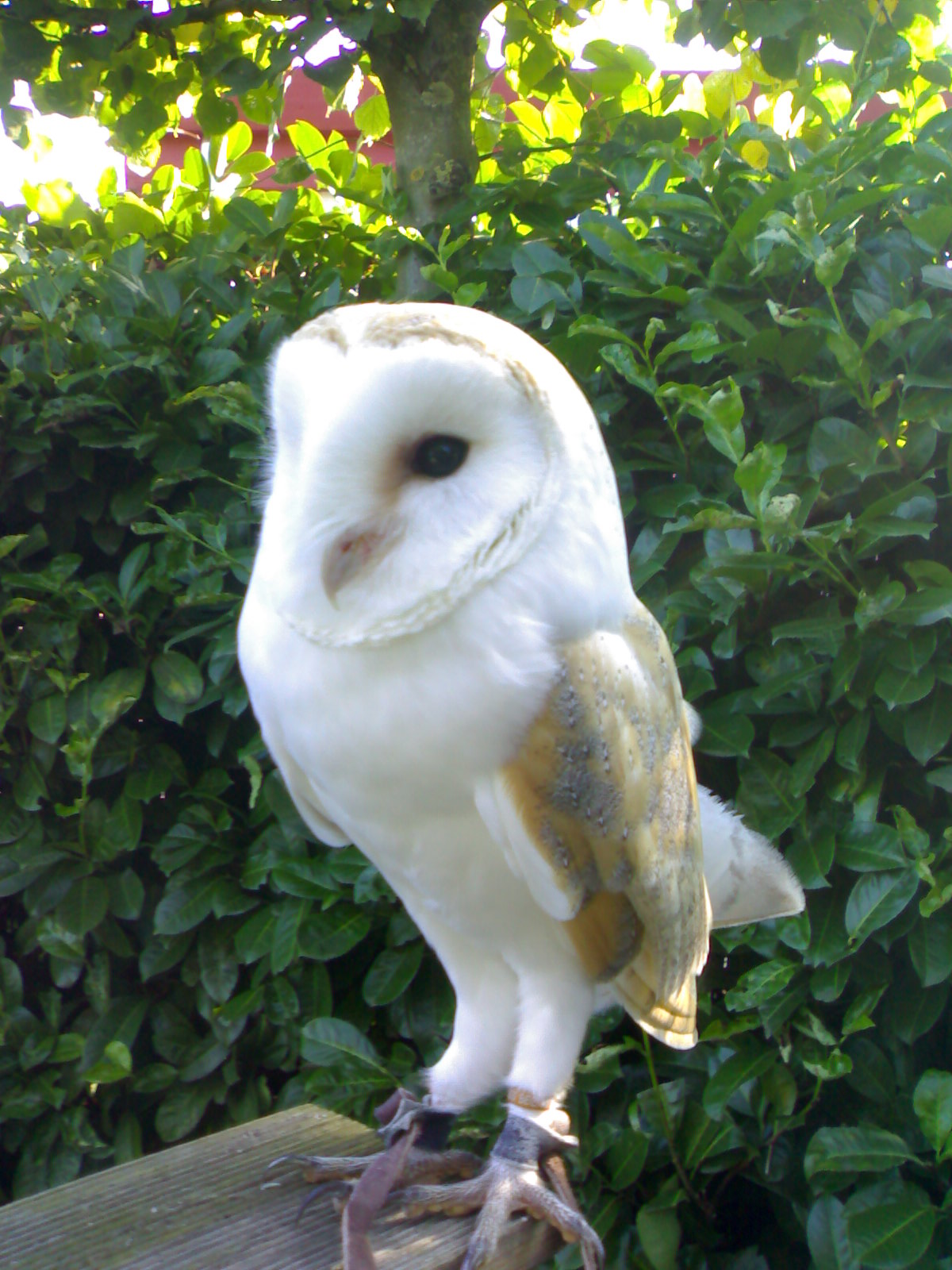

Magyarországon fokozottan védett, természetvédelmi értéke 100 000 Ft. Az ún. csökkenő számú fajok kategóriájába tartozik. Állománycsökkenésének oka a költőhelyek fogyása (alkalmas épületek lezárása, az élőhelykonkurens nyestek terjedése), a táplálkozóterületek beszűkülése, az urbanizációs hatások okozta pusztulás (rágcsálóirtó szer miatti mérgezések, pusztulás a közutakon és villamos vezetékek oszlopain, közvetlen emberi pusztítás). Elterjedésének peremterületein meghatározóak a kemény téli időjárás okozta állományveszteségek is. A faj védelmét a költőhelyek bővítésével (költőládák kihelyezésével) és védelmével (a nyestek távol tartásával és a fészkelőhelyek nyugalmának megőrzésével), valamint a kritikus téli időszakokban a táplálék átmeneti fedezésével „egérlárvák” létesítésével, tenyésztett kisrágcsálók felkínálásával és a magtárak ablakainak nyitva tartásával, vagyis a vadászati feltételek javításával segíthetjük elő.